# Herr och fru Papphammar
Herr och fru Papphammar är en svensk tv-serie från 1978 i fyra avsnitt med Gösta Ekman och Lena Söderblom med flera. Manus skrevs av Ekman och Carl Zetterström. Serien klipptes ihop av en svit om nio sketchinslag i Sveriges Magasin från samma år, där det första avsnittet kunde ses den 24 januari 1978 under inslagsrubriken Lillgammalt. Papphammarinslagen behandlar hur det skulle se ut om vuxna behandlades som barn, men serien innehåller också aktualitetssketcher om allt ifrån stridsflygplan till hyreshajar.
Förutom Ekman och Söderblom förekommer gästskådespelare som Ulf Brunnberg, Gunnar Svensson, Jan Bergquist, Marianne Stjernqvist och Jane Friedmann. 